# 福正寺 (千葉市)
福正寺（ふくしょうじ）は、千葉県千葉市中央区にある日蓮宗系単立の寺院。山号は富士山。西山本門寺の末寺。

## 歴史
1658年（万治元年）に薬師山高巌院福秀寺と号して真言宗の寺院として開山。1700年（元禄13年）に西山本門寺の日意上人が宗旨を改めて開山。
1876年（明治9年）、富士門流の統一教団日蓮宗興門派の結成に参加。1899年（明治32年）、日蓮宗興門派は日蓮本門宗（本門宗）と改称。1941年（昭和16年）、本門宗は一致派の日蓮宗、勝劣派の顕本法華宗とともに三派合同を行い、日蓮宗を結成。
1965年（昭和40年）8月、日蓮宗から独立し、単立となる。

## 交通
- JR「蘇我駅」より徒歩で約5分。